# Morgenhimmel

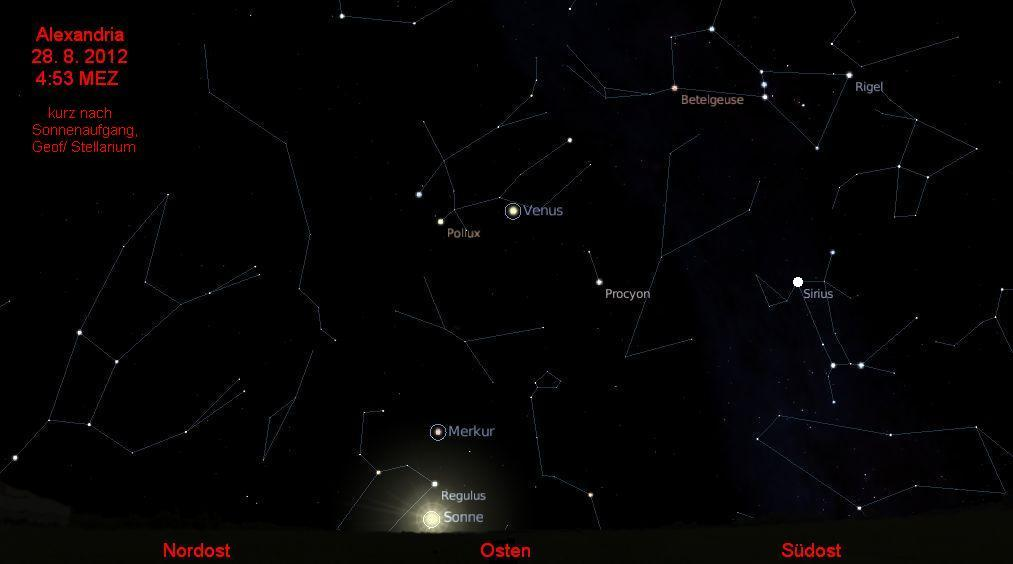
Östlicher Morgenhimmel in Ägypten am Tag des heliakischen Aufgangs von Sirius (rechts). Über der Sonne Merkur und Venus als Morgensterne, rechts oben Orion, links der Große Wagen. Nach Sonnenaufgang sind die Sterne (außer Venus) aber freiäugig nicht mehr sichtbar.

Unter Morgenhimmel verstehen Astronomen, Natur- und Sternfreunde den Anblick des Sternhimmels der jeweiligen Jahreszeit in den Stunden vor Sonnenaufgang.
Anders als der Abendhimmel wird der Begriff im allgemeinen Sprachgebrauch seltener verwendet, weil außerhalb des Winterhalbjahres weniger Menschen noch vor der Morgendämmerung den Blick zum Himmel erheben. Morgendliche Himmelsbeobachtung ist auch mühsamer, weil die Luft während der Nacht um einige Grad gegenüber dem Abend abkühlt und oft starker Tau fällt, wovor Fernrohre und andere Geräte – insbesondere  elektronische – zu schützen sind. Durch den Tau wirkt die Umgebung auch kälter. In der Beobachtung bieten sie einige Unterschiede zum Abendhimmel.
Vor der Morgendämmerung ist es zwar meist kälter und feuchter, aber oft weniger bewölkt. Denn in Mitteleuropa entsteht Quellbewölkung an vielen klaren Nachmittagen und löst sich häufig erst in der zweiten Nachthälfte auf.

## Interessantes am Morgenhimmel
Von Interesse für die Astronomie sind die frühen Morgenstunden vor allem,
- um störendem Mondlicht auszuweichen (bei zunehmendem Mond),
- um den abnehmenden Mond in halber oder schmaler Phase (Mondsichel) zu beobachten, wo seine Berge und Krater von Osten (statt wie bei zunehmender Phase von Westen) beleuchtet sind;
- für die Beobachtung der inneren Planeten Merkur oder Venus, wenn sie gerade Morgenstern sind,
- für andere Planeten, wenn sie westlich der Sonne stehen
- um der größeren Luftunruhe am Abendhimmel (rasche Abkühlung von Luft und Instrumenten) auszuweichen;
- für lange Belichtungszeiten in der Astrofotografie (im Sommer kurze Nächte!) oder
- für den Messier-Marathon (bei dem alle Messier-Objekte in einer Nacht beobachtet werden);
- für die meisten Meteorströme (Sternschnuppenschwärme), die morgens – auf der „Vorderseite“ der Erdrotation – größere Fallraten und Anfangsgeschwindigkeiten haben (besonders die Quadrantiden im Jänner, die Perseiden im August und die Geminiden im Dezember),
- für heliakische Aufgänge heller Gestirne (siehe Bild oben)
- bei nur morgens sichtbaren Kometen oder neu entdeckten Novae,
- wenn man nach dem Sommer wieder Objekte des Winterhimmels bei angenehmeren Temperaturen sehen will
- und bei besonderen Ereignissen wie Mondfinsternissen, Planetenkonstellationen oder seltenen Sternbedeckungen.

Da sich die Erde jede Stunde um rund 15° nach Osten dreht, ist der Begriff „Morgenhimmel“ nicht scharf definierbar. Die jeweils sichtbare Himmelshälfte hängt von der  geografischen Breite ab und verschiebt sich überdies jeden Tag um fast 1 Grad. Denn die Erde  rotiert nicht in 24 Stunden, sondern 4 Minuten rascher, dem sogenannten Sterntag. Unsere Uhrzeit richtet sich aber natürlich nach der Sonne, die ihrerseits alljährlich – als Spiegelbild des Erdenjahres – durch die 12 Sternbilder des Tierkreises wandert (siehe Ekliptik).

## Jahreszeitliche Änderung
Als Beispiel für die Abhängigkeit des Himmelsanblicks vom Datum bzw. der Uhrzeit seien zwei Sternkarten nebeneinander gestellt, die den Morgenhimmel für Frankfurt am Main um 4 Uhr MEZ im Herbst (Anfang Oktober) und im Winter (Anfang Jänner) zeigen. 

Die zwei Bilder gelten ebenso 1 Monat später, wenn man als Vergleichszeit 2 Uhr für Anfang November bzw. Februar wählt:

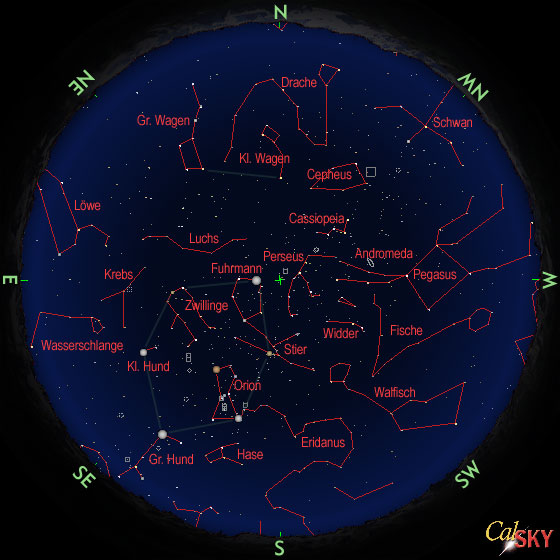
Morgendlicher Herbsthimmel über Frankfurt: Anfang Oktober 4 h MEZ, Ende Oktober bereits um 2h MEZ. Der Anblick entspricht dem abendlichen Winterhimmel.

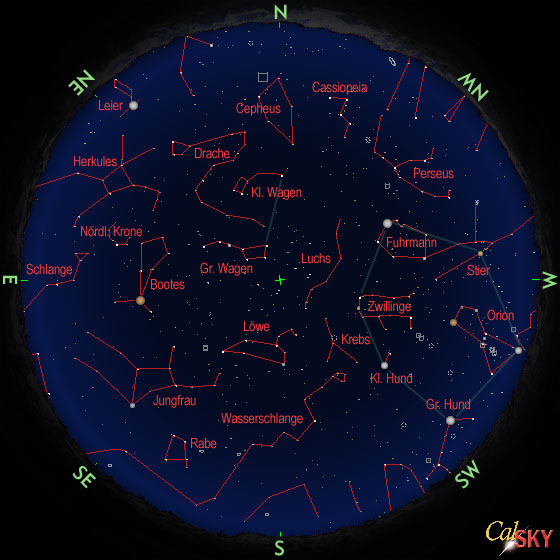
Morgendlicher Winterhimmel über Frankfurt: Anfang Januar 4 h MEZ, bzw. Ende Januar bereits um 2 h MEZ. Der Anblick entspricht dem abendlichen Frühlingshimmel.

Im Vergleich der zwei Himmelsausschnitte sind nur die nördlichen Sternbilder – die „Zirkumpolarsterne“ im Umkreis des Himmelsnordpols bzw. Polarsterns – dieselben, allerdings um 90° (6 Stunden der Erdrotation oder ein Vierteljahr der Erdbahn) verdreht. Das heißt andrerseits, die beiden Himmelsausschnitte entsprechen nicht nur dem Morgenhimmel im Herbst bzw. Winter, sondern sind nach 3 Monaten bereits 6 Stunden früher – also schon am Abend – zu sehen.

## Winter- und Sommerhimmel
Am frühen Morgen im Herbst kommt im Osten und Südosten langsam das große Wintersechseck hoch – bestehend aus den 6 hellsten Sternen der Konstellationen Fuhrmann, Stier, Orion, Großer bzw. Kleiner Hund und Zwillinge. Bis zum Winterbeginn hat sich dieses markante Sechseck – das nach dem typischen Himmelsanblick an Winterabenden benannt ist – auf den Westhimmel verlagert und geht bald darauf unter (bis auf den Stern Capella (α im Fuhrmann), der zirkumpolar ist).
Ähnliches gilt für den abendlichen Sommerhimmel, der mit seinem typischen Sommerdreieck morgens schon im Frühjahr zu sehen ist.
Gut erkennbar ist die jahreszeitliche Veränderung des Sternenhimmels auch am wohl bekanntesten Sternbild, dem Großen Wagen: Am kühlen Herbstmorgen müssen wir ihn rechts vom Polarstern (im Nordosten) suchen, während links (im Nordwesten) sein Pendant, das große W der Kassiopeia steht. Im Laufe des Herbstes steigt der Große Wagen jede Woche ein wenig höher, bis er zu Winterbeginn über unseren Köpfen steht. Ebenso steil erscheint er uns am Abendhimmel des Frühjahres – und weil diese Position für weniger erfahrene Himmelsbetrachter ungewohnt ist, findet mancher das Sternbild nicht oder erst nach längerer Suche.

## Weitere Naturerscheinungen
Neben den rein astronomischen Aspekten geben morgendliche Beobachtungen des Himmels quasi „nebenbei“ auch Gelegenheit zu anderen Naturbeobachtungen:
- Phänomene der Meteorologie, z. B. beim Tau. Er macht sich am Fernrohr viel früher bemerkbar als in freier Natur, oft schon um Mitternacht. Deshalb sind Teleskope meist mit einer Taukappe ausgestattet, um zu starken Beschlag auf der Optik und dem Metalltubus zu verhindern.
- Ansonsten fällt der Tau meist erst in den Morgenstunden, wenn die nächtliche Abkühlung der Luft den Taupunkt unterschreitet und der atmosphärischer Wasserdampf kondensiert.
- Die Bildung von Bodennebel (wenngleich unangenehm) kann oft direkt beobachtet werden. Wenn ein Hobbyastronomen das freie Feld einem Standort in der Stadt vorzieht, steht er manchmal beim Morgengrauen genau bis zu den Knien im Bodennebel.
- Wer das erste Mal bis zum Morgengrauen beobachtet, dem bleiben die körperlichen Phänomene unvergesslich. Plötzlich spürt man, wie es in den Adern zu kribbeln beginnt. Dieses hormonelle Phänomen beginnt auch, wenn man die herannahende Morgendämmerung beim Beobachten durch das Fernrohr noch gar nicht bemerkt hat.
- Die sogenannte Vogeluhr. Der erste zaghaft singende Vogel fällt einem z. B. bei Schlaflosigkeit auf, aber wie vielgestaltig das Einsetzen der anderen Vogelstimmen ist, weiß nicht jeder.

## 2015/16
- Venus ist ab September Morgenstern, bis etwa März 2016
- Merkur freiäugig nur 2× kurz (Anfang Februar, Ende Oktober)
- Jupiter hingegen seit Oktober; im November nahe bei Venus als „doppelter Morgenstern“